# Комраков, Милорад
Милорад Комраков (7 июня 1955, Вршац — 16 марта 2025, Белград) — югославский и сербский журналист.

## Биография
Родился 7 июня 1955 года во Вршаце. Окончил 11-ю Белградскую гимназию и факультет политических наук Белградского университета.
Публиковался в журналах «Политиколог» и «Студент», газетах «Радио ТВ Ревија» и «НИН», выступал в эфире радиостанций «Индекс 202» и Радио Белград 202. В 1979—2002 годах — сотрудник редакции информационных программ Белградского телевидения (позже Радио и телевидения Сербии).
С 13 июня 1996 года по 28 октября 2000 года — председатель Объединения журналистов Сербии, 6 февраля 2001 года исключён из Объединения.
Всего на телевидении проработал свыше 40 лет. В последние годы жизни работал на телеканале Tanjug и вёл Утреннюю программу с Зораном Остоичем.
Был женат, воспитал дочь и сына. Жил в Белграде, где и умер 16 марта 2025 года.

## Награды
Лауреат ряда наград, в том числе:
- Премия Светозара Марковича от Объединения журналистов Сербии (1989)
- Премия Димитрия Давидовича от Объединения журналистов Сербии (1996) — за многолетнее редактирование центральных информационных программ Белградского телевидения и Радио и телевидения Сербии